# Deep Lee
Deep Lee ist ein Jazzalbum von Lee Konitz und der Gruppe Minsarah. Die im September 2007 entstandenen Aufnahmen erschienen 2008 auf Enja.

## Hintergrund
Deep Lee, aufgenommen am 22. und 23. September 2007, drei Wochen vor Konitz’ 80. Geburtstag, findet ihn in Begleitung von Minsarah, einem internationalen Trio, das erstmals in Berklee zusammenkam. Minsarah bestand aus dem deutschen Pianisten Florian Weber, dem in Israel geborenen Schlagzeuger Ziv Ravitz und dem amerikanischen Bassisten Jeff Denson und hatte bereits 2006 ein Album bei Enja veröffentlicht; „Minsarah“ ist das hebräische Wort für Prisma.
Konitz hatte Minsarah erstmals in Köln gehört, wo er lebte, bevor er in die Vereinigten Staaten zurückkehrte. Mit Minsarah war er bereits in Europa und den USA aufgetreten, bevor der Studiotermin stattfand.

## Titelliste

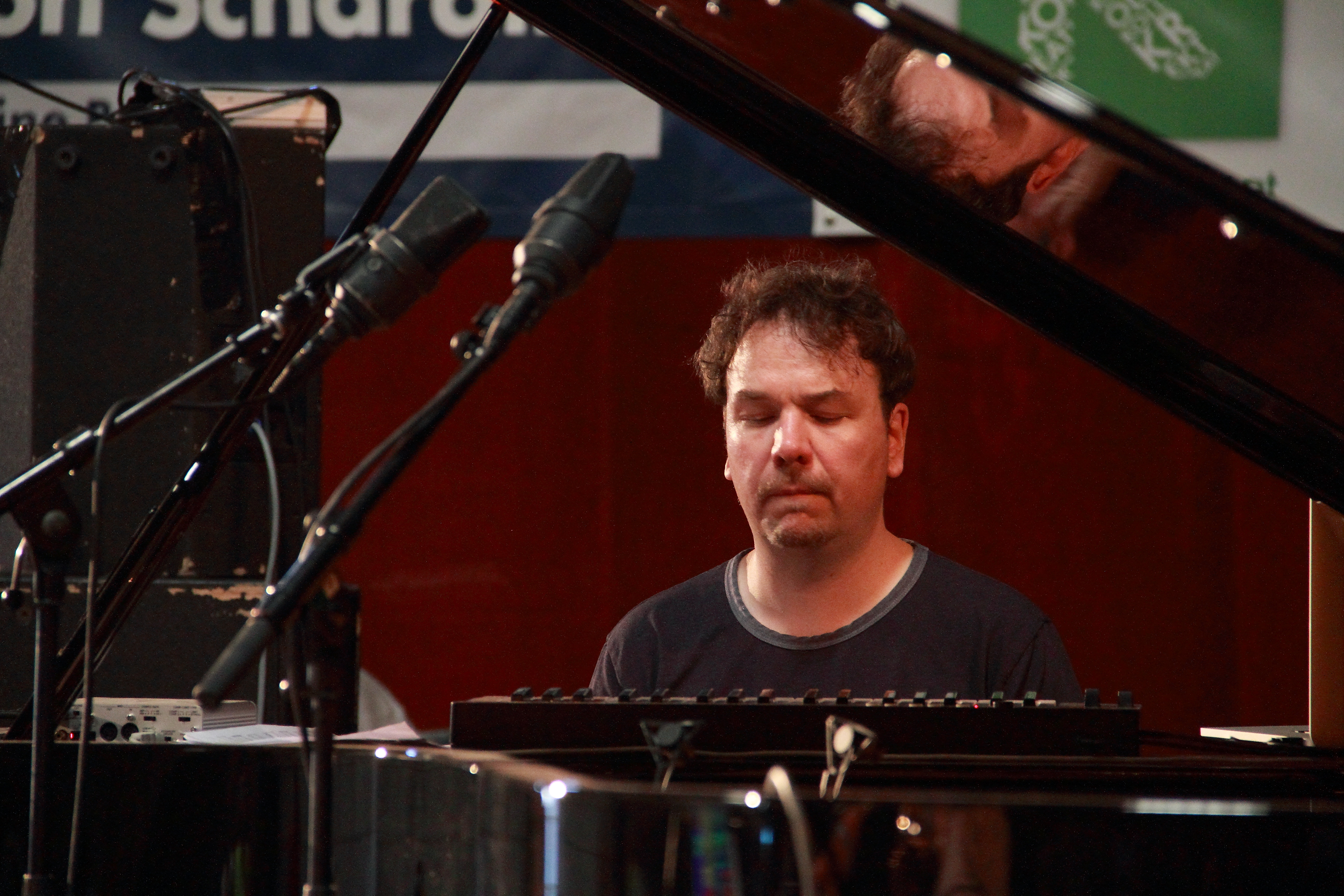
Florian Weber 2017

Lee Konitz and Minsarah: Deep Lee (Enja Records ENJ-9517 2)
1. Invention (Florian Weber) 3:03
2. Chorale (Florian Weber) 1:27
3. Canon (Florian Weber) 7:17
4. Deep Lee (Lee Konitz) 6:44
5. Stella by Starlight (Ned Washington, Victor Young) 5:38
6. Cactus (Lee Konitz) 5:47
7. As the Smoke Clears (Lee Konitz) 7:53
8. W 86th (Lee Konitz) 7:27
9. See the World for the First Time (Lee Konitz) 3:08
10. Color (Florian Weber) 5:11
11. Spiders (Lee Konitz) 6:17

## Rezeption
Wilbur MacKenzie schrieb in All About Jazz, Konitz’ Aufnahmen mit dem Trio Minsarah bringe das Klaviertrio sprunghaft voran und kombiniere Langformkomposition, reichhaltige harmonische Umgebungen und tiefe melodische Erfindungen, um eine Art Drama auszudrücken sowohl introspektiv als auch nachdrücklich. Alle drei bringen eine breite Palette von Erfahrungen mit, auf die sie bei der Konstruktion ihrer hochentwickelten Musik zurückgreifen können. Dieses Treffen gehe weit über einen einfachen Gastauftritt von Konitz oder einen Auftritt der Rhythmusgruppe Minsarah hinaus, schreibt MacKenzie weiter. „Konitz hat seine Stimme mit einer Vielzahl von Kontexten gemischt und passt sich gerne dem Wortschatz und dem Dialog an, den Minsarah bei seiner ersten Veröffentlichung von Enja initiiert hat. Dies ist ein Projekt, das aus einem fortwährenden gegenseitigen Respekt entstanden ist.“

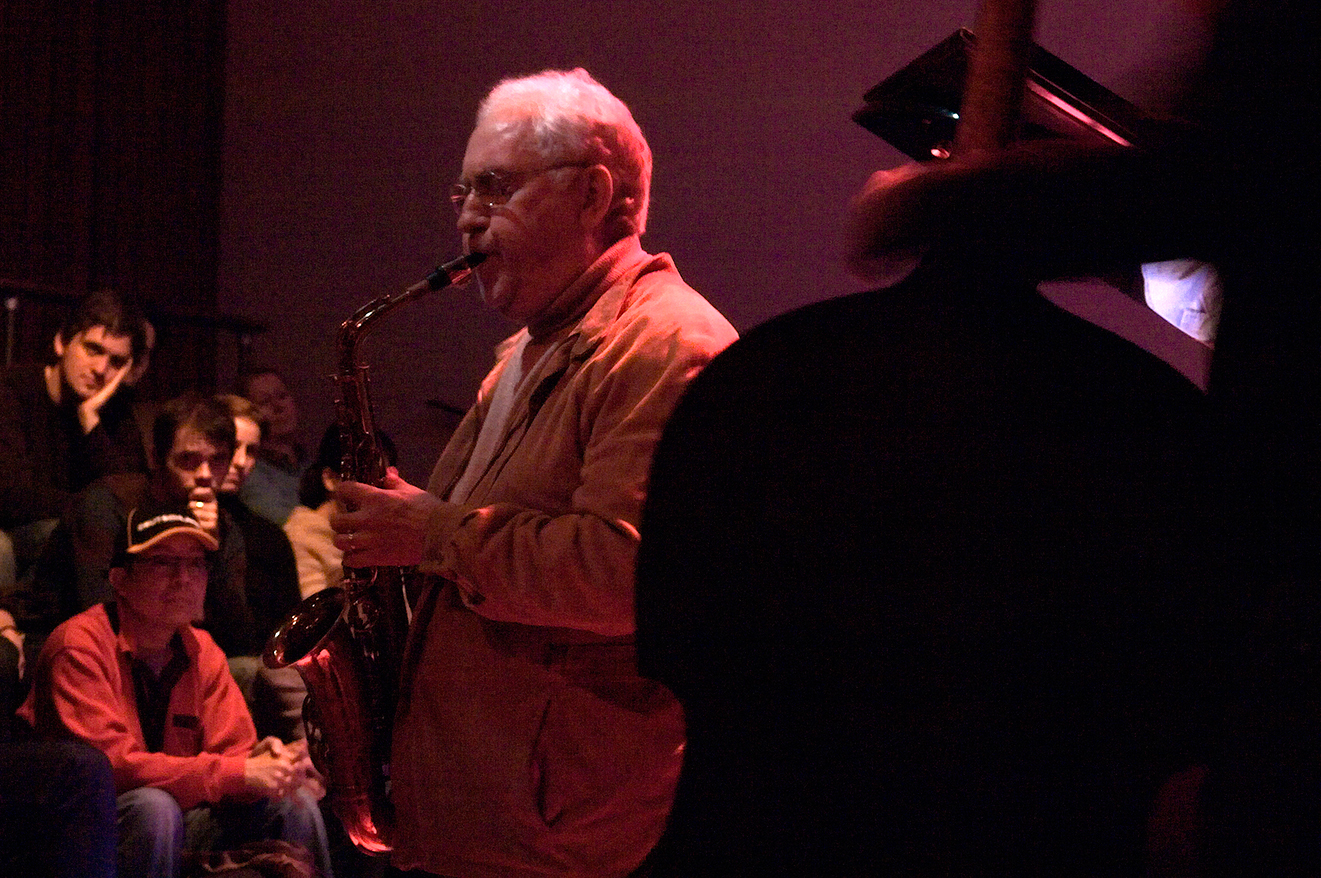
Lee Konitz, Altes Pfandhaus Köln, 20. Dezember 2007

Nach Ansicht von Will Smith, der das Album in JazzTimes rezensierte, ist Konitz ein Musiker, der sich eher mit den intellektuellen Aspekten der Jazzimprovisation als mit dem viszeralen befasst. Minsarah vermittle oft den Eindruck des frühen Paul-Bley-Trios und diese lockere Aura scheint den Altsaxophonisten in eine entspannte Zone zu versetzen. Die Auseinandersetzungen des Quartetts mit dem Standard Stella by Starlight,  sowie Konitz’ Titeltrack sind besonders relevante Ausdrucksformen von Konitz’ Kunst und der inspirierenden Sensibilität des Trios, während Originale von Mitgliedern des Trios wie Canon, Cactus, As the Smoke Clears und Spiders es dem Altisten seine Suche nach neuen kreativen Räumen zu ermöglichen.
Alex Henderson vergab an das Album in AllMusic 3½ (von fünf) Sterne und schrieb, Konitz hat eine starke Beziehung zu den Mitgliedern von Minsarah, die jung genug sind, um seine Enkelkinder zu sein – und ihre Begegnung bringt lohnende Post-Bop-Ergebnisse auf einem Album, das von Originalmaterial dominiert wird. Deep Lee sei nicht unbedingt essentiell, resümiert Henderson, aber dennoch ist diese einstündige CD ein lohnendes Beispiel dafür, dass der erfahrene Altsaxophonist in seinen letzten Jahren weiterhin hervorragende Leistungen erbracht habe.